# Dendrobium nodosum
Dendrobium nodosum är en orkidéart som beskrevs av Nicol Alexander Dalzell. Dendrobium nodosum ingår i släktet Dendrobium, och familjen orkidéer. Inga underarter finns listade i Catalogue of Life.